# Тргови-Штепанов
Тргови-Штепанов (чеш. Trhový Štěpánov, бывш. нем. Markt Stiepanau) — город в Среднечешском крае Чехии.

## История
Первое селение появилось уже к 995 году, а его название связано с владыкой Штепаном из племени Зличан, который построил здесь крепость Штепанов. С 1108 года она находилась в распоряжении владельцев из города Лештна-над-Сазавой (сейчас город Льштени). В 1250 году крепость была куплена панами из Штернберка, а с 1235 года Штепанов был в собственности пражских епископов, один из которых, Тобиас из Бехыне, в 1290 году присвоил Штепанову статус города. После этого вокруг города была возведена каменная стена, которая укрывала жителей от опасностей, а прежняя деревянная стена, Штепановский двор, была перестроена в замок. При последних Пржемысловичах в окрестностях Штепанова было обнаружено золото, благодаря чему в город стали стекаться многочисленные семьи горняков, что значительно увеличило численность населения. К 1390 году добыча золота прекратилась, и начался отток горожан из Штепанова. В первой половине XV века город вышел из светской собственности и примкнул к гуситам, чьи князья жили здесь с 1421 до 1424 года. Город под управлением гуситов стал деловым и религиозным центром края, служа опорой всему гуситскому движению. Во второй половине XVI века город на несколько лет стал свободным, так как его выкупили свои же граждане, но вскоре они влезли в долги, и им пришлось его снова продать.
После битвы на Белой горе край заняло имперское войско, принеся с собой голод и разруху. Владельцами города последовательно стали графини Максимилиана Спаарова из Вальдштейна и Франтишка Бенигна из Вайссенвольфа (1687), а после — её внучка Мари Йозефа, вышедшая замуж за князя Ауэршперга. Во владении этого рода Штепанов оставался до 1848 года. В 1741 году в городе случился пожар, который уничтожил замок и множество домов. Ауэршперги не имели денег на восстановление замка, и в настоящее время от него осталась часть стены и камень из замковой башни 1668 года, который сегодня находится в стене дома 26 напротив здания муниципалитета. Второй пожар в 1865 году
послужил причиной для образования Общества добровольных городских пожарных.
6 сентября 1912 года городу было возвращено прежнее название — Трговы Штепанов. В ноябре 1920 года в городе было основано спортивное общество Сокол. Тогда же домой вернулись более 3/4 воевавших в Первой мировой войне. В 1938 году в Трговом Штепанове было проведено электричество.
В годы протектората многие жители были посажены в тюрьму. Советские войска освободили город 12 мая 1945 года. В 1954 году у Штепанова отобрали статус города, который был возвращен 12 апреля 2007 года.

## Достопримечательности

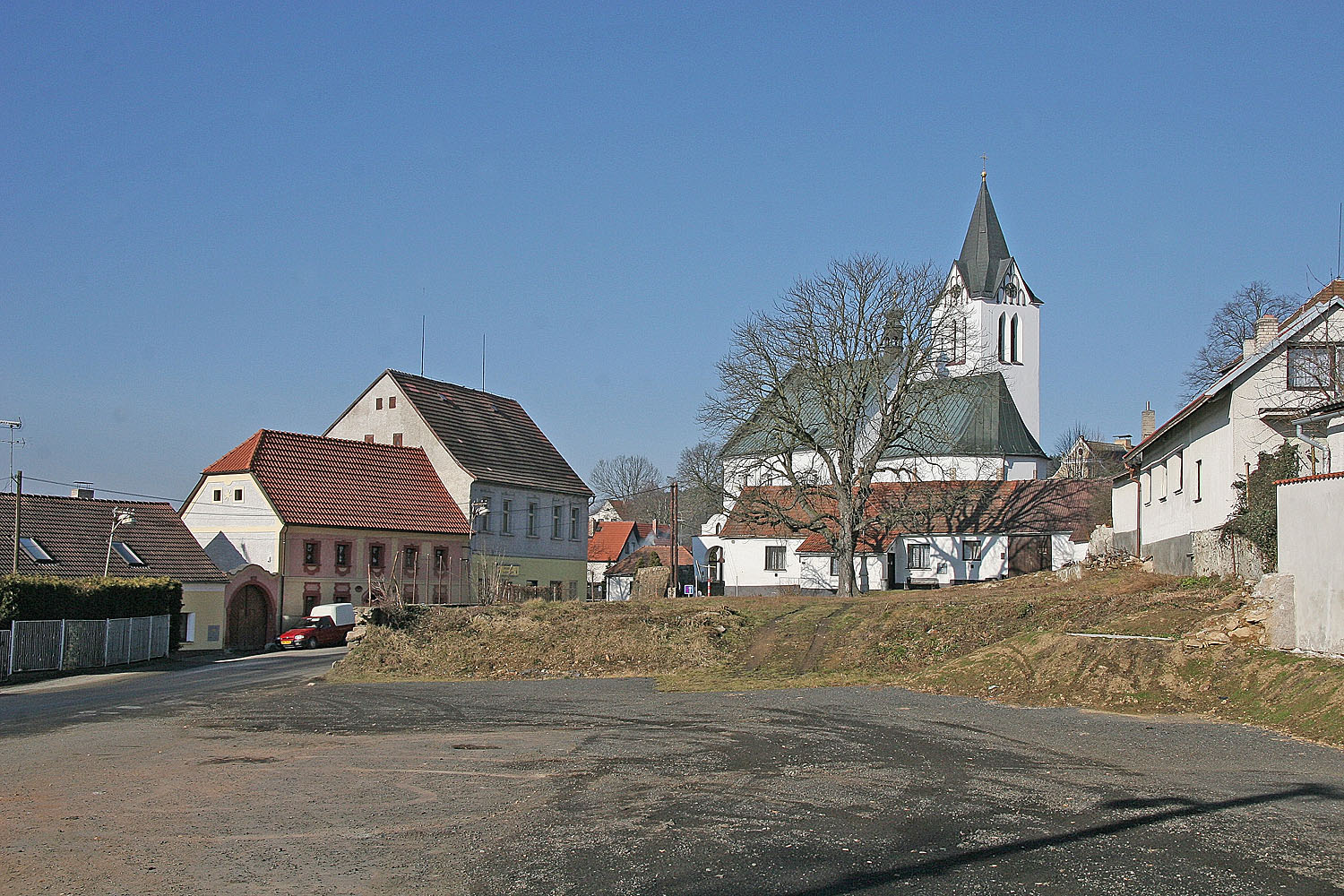
Церковь св. Варфоломея

- Церковь св. Варфоломея
- Еврейское кладбище
- Памятник св. Яну Непомуцкому
- Штепановский музей

## Население
| Год  | Численность | Численность |
| ---- | ----------- | ----------- |
| 1869 | 2536        | [ 5 ]       |
| 1880 | 2597        | [ 5 ]       |
| 1890 | 2538        | [ 5 ]       |
| 1900 | 2399        | [ 5 ]       |
| 1910 | 2323        | [ 5 ]       |
| 1921 | 2271        | [ 5 ]       |
| 1930 | 2103        | [ 5 ]       |
| 1950 | 1721        | [ 5 ]       |
| 1961 | 1681        | [ 5 ]       |
| 1970 | 1610        | [ 5 ]       |
| 1980 | 1406        | [ 5 ]       |
| 1991 | 1260        | [ 5 ]       |
| 2001 | 1262        | [ 5 ]       |
| 2014 | 1343        | [ 6 ]       |
| 2016 | 1366        | [ 7 ]       |
| 2017 | 1349        | [ 8 ]       |
| 2018 | 1345        | [ 9 ]       |
| 2019 | 1387        | [ 10 ]      |
| 2020 | 1401        | [ 11 ]      |
| 2021 | 1416        | [ 12 ]      |
| 2022 | 1390        | [ 13 ]      |
| 2023 | 1460        | [ 14 ]      |
| 2024 | 1520        | [ 3 ]       |